# Signal du Grand Mont Cenis
Der Signal du Grand Mont Cenis ist ein 3377 m hoher Nebengipfel des Pointe de Ronce, des höchsten Bergs des Mont-Cenis-Bergmassivs in den Grajischen Alpen in Frankreich.
Der Gipfel liegt 1 km westlich des Pointe de Ronce, 3 km nordöstlich oberhalb des Stausees Lac du Mont Cenis und 7 km nördlich der Grenze zwischen Frankreich und Italien auf französischem Staatsgebiet.
Der Gipfel ist ein ausgeprägter, stumpfer Kopf im Westgrat des Pointe de Ronce, dessen höchster Punkt ein kleiner Steinmann markiert.